# Han Shangdi
Kaiser Shang von Han (traditionell 漢殤帝, Pinyin Hàn Shāng Dì, W.-G. Han Shang-ti; * Herbst 105; † August oder September 106) war der fünfte Kaiser der Östlichen Han-Dynastie.
Kaiserinmutter Deng Sui setzte ihn auf den Thron, obwohl er kaum 100 Tage alt war und einen älteren Bruder hatte, Liu Sheng (劉勝). Die Kaiserinmutter hielt auch den zwölfjährigen Liu Hu (劉祜) in Luoyang, der nach dem baldigen Tod des jungen Kaisers Shang den Thron als Kaiser An bestieg. Kaiserinmutter Deng Sui diente auch ihm als Regentin.

## Familiärer Hintergrund und Thronbesteigung
Der damalige Prinze Liu Long wurde im Herbst 105 als Sohn von Kaiser He und einer unbekannten Konkubine geboren. Weil Kaiser He in seiner Regierungszeit seine Söhne immerzu durch Krankheiten verloren hatte, ließ er seine Söhne Liu Sheng und Liu Long außerhalb des Palastes von Pflegeeltern aufziehen.
Als Kaiser He 106 starb, rief seine Witwe Deng Sui die Prinzen in die Hauptstadt zurück. Prinz Sheng war zwar der Ältere, aber von schwacher Gesundheit. Deshalb ernannte Deng Sui den Säugling Liu Long zum Kronprinzen und in derselben Nacht noch zum Kaiser (Kaiser Shang). Kaiserin Deng Sui wurde Kaiserinmutter.

## Herrschaft
Nachdem Liu Long Kaiser geworden war, wurde sein Bruder Sheng zum Prinzen von Pingyuan ernannt. Weil die Kaiserinmutter fürchtete, dass auch Kaiser Shang bald sterben würde, rief sie seinen zwölfjährigen Vetter Liu Hu an den Hof in Luoyang, der von vielen als rechtmäßiger Erbe des Han-Throns angesehen wurde.
Weil Kaiser Shang noch ein Säugling war, befand sich die eigentliche Macht in den Händen von Deng Sui. Ihr Bruder Deng Zhi (鄧騭) wurde der mächtigste Beamte in der Regierung. Sie verkündete eine Generalamnestie, um die Dou-Familie zu entlasten.
Kaiser Shang starb noch im Jahr seiner Thronbesteigung. Die Beamten wollten Liu Sheng zum Kaiser erheben, aber die Kaiserinmutter fürchtete, dass er Groll gegen sie hegte, weil sie ihn zuerst übergangen hatte. Sie erklärte darum Liu Hu zum Kaiser (Kaiser An).
Weil Kaiser Shang so jung gestorben war, wurde er im Grabkomplex seines Vaters bestattet, um Kosten zu sparen.

## Äraname
- Yanping (延平, yán píng) 106

| Vorgänger | Amt                  | Nachfolger |
| --------- | -------------------- | ---------- |
| He        | Kaiser von China 106 | An         |

| Personendaten    | Personendaten                   |
| ---------------- | ------------------------------- |
| NAME             | Han, Shangdi                    |
| KURZBESCHREIBUNG | fünfter Kaiser der Han-Dynastie |
| GEBURTSDATUM     | 105                             |
| STERBEDATUM      | August 106 oder September 106   |